# Szávai Gergő
Szávai Gergő (Gödöllő, 1979. május 29.), becenevén Gery, magyar gitáros, a Twister zenekar alapítója.

## Családi háttér
Szávai Gergő Gödöllőn született, majd Csömörön és Budán nevelkedett. Édesapja, Szávai Sándor, édesanyja Holbis Margit. Két húga van: Szávai Cecília (Galambos) és Szávai Lilána.[forrás?]
Szávai 10 évesen kezdett ismerkedni a gitárral, ekkor tanulta meg az első akkordokat. Nagy hatással volt rá a Deep Purple és a Metal Church. Első számú példaképe Kun Péter volt, aki a mai napig az is maradt. Első tanára Forgács György gitáros volt, akivel a Szávai családdal egy lépcsőházban lakott. Jimi Hendrixtől Eric Claptonig sok mindent megmutatott neki Forgács.

## Pályafutása

### Az első zenekar: Pergőtűz

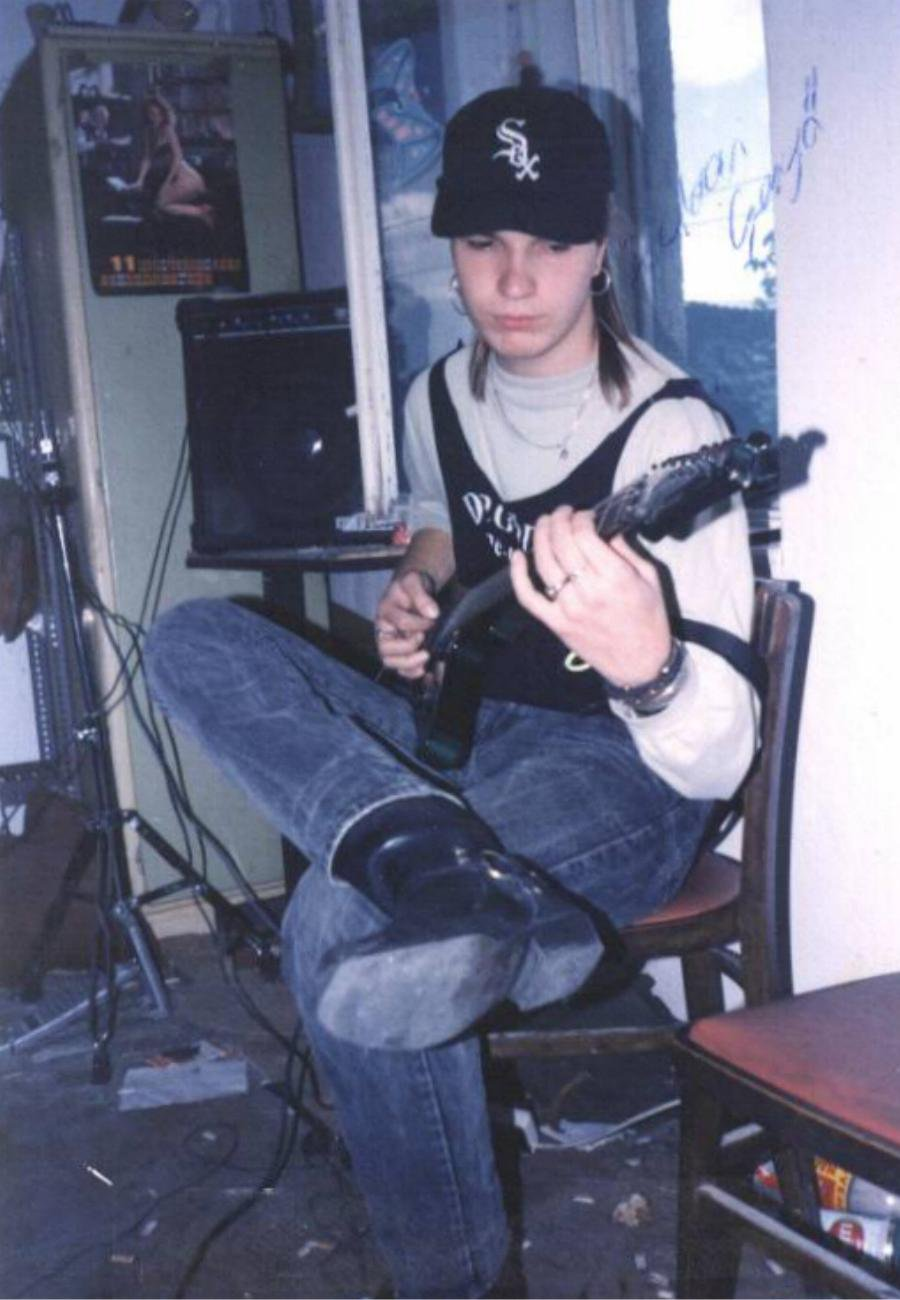
Első zenekar: Pergőtűz

Szávai 15 évesen beiratkozott Csepelre egy gitáriskolába, ahol négy évig tanult. Közben megalapította első zenekarát, a Pergőtüzet, ami a baráti társaságból verbuválódott. Ekkor ismerkedett meg Kovács Gábor gitárossal (ma a Wisdom tagja). A zenekar sokat koncertezett Budapest környékén, 1994-ben pedig felvették első demójukat, amiről a magyar Metal Hammer magazin is írt értékelőt. A dalok többségét Szávai szerezte, és minden dalszöveget ő írt.
1995-ben elindultak az akkori Ki mit tud? vetélkedőn, ahonnan a középdöntőben búcsúztak. Ebben az évben demókazettájuk eljutott Paksi Endréhez is, akinek tetszett, amit hallott, és akkori zenekara, a Wellington-turnéjára meghívta előzenekarnak a Pergőtüzet. A 20 állomásból csak egy-kettőn tudott fellépni a zenekar iskolai és magánéleti problémák miatt, de a turnézáró koncerten 1996-ban, az akkori E-klubban ott voltak, és sikert arattak. Folyamatos tagcserék mellett működött a Pergőtűz. Az első demó irányvonalától eltávolodva 8-10 perces progresszív és szokatlan hangszerelésű dalokat írt Szávai súlyos riffekkel és hosszú szólókkal. 1998-ban stúdióba vonultak, hogy rögzítsék második demójukat. Az új anyagtól várták a kitörést, de ez nem következett be, a zenekar pedig oszlásnak indult. A ’90-es évek végén gyakran felléptek akusztikus műsorukkal a budai Szoc Real klubban, ahol Szávai egyébként is rengeteg időt töltött, majd később hosszú évekig vezette a Klubot.

### Útkeresés
A Pergőtűz feloszlása után Szávai teljesen más zenei stílusban próbálta ki magát. Néhol latinos, kongás, akusztikus gitáros, kicsit szomorúbb hangvitelű dalok születtek. Ezzel párhuzamosan mentora, Forgács György, zenekarában (Foree Band) is játszott. 60 számos műsorukkal, az Omegától kezdve Shadows, Eric Clapton, Jimi Hendrix, Deep Purple, Edda, Doobie Brothers nótákkal, esküvőkön, rendezvényeken léptek fel. Nem sokkal később Hoffer György énekessel újjáalakították a Pergőtüzet, új dalok születtek és aktívan koncertezett a zenekar. Akkoriban Kun Péter iránti tisztelete jeléül a tragikusan elhunyt Edda-gitáros szólóit tanulmányozta, napi 8-10 órákat foglalkozott a hangszerrel és képes volt Edda-koncerteket végigpengetni magnókazettáról.
Évekig működött párhuzamosan a Pergőtűz és a Foree Band féle haknizás. 2004-re mindkét zenekarnak vége lett (a Pergőtűznek korábban). Szávai ekkor újra zenei kísérletekbe kezdett. Közben megfordult pár zenekarban, de igazából sehol nem találta a helyét. Újabb és újabb ötleteivel mindig Kovács Gábor barátját kereste meg, de ezeknek nem sok köze volt a rock és metal zenéhez. Hoffer Györggyel összeraktak egy 5 számos, abszolút latinos hangzású kislemezt, de ez a project sem volt hosszú életű.

### Twister

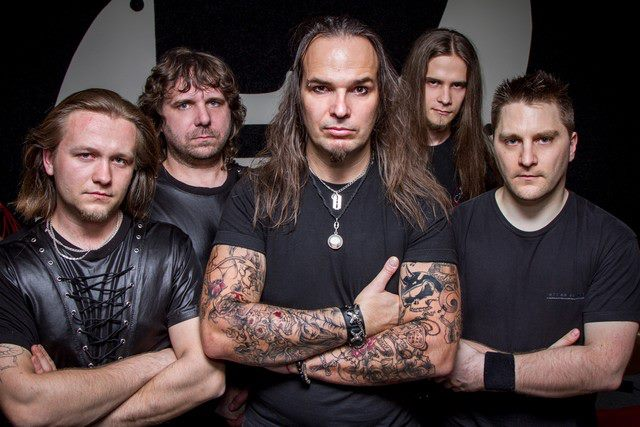
Twister

Szávai 2007-ben tért vissza a riffekhez. Kovács Gábor segítségével feldemózta az ötleteit, és tagokat keresett Twister névre keresztelt új együtteséhez. 2008. január 11-én tartották az első Twister-koncertet. 2009-ben rögzítették a második demót Megkísértés címmel, ami nagyban növelte a zenekar ismertségét és népszerűségét. Két évvel később, 2011-ben jelent meg a Twister első nagylemeze a Nail Records gondozásában Az ördög lánya címmel. Az album a HangSúly zenei díj éves szavazásán jelölést kapott "Az év debütáló albuma" díjra, ahol végül 3. helyen végzett. A Twister második nagylemeze 2013-ban jelent meg Duplacsavar címen.

### Crossholder
2010-ben felfigyelt rá Gondosch „Güzü” János, és elhívta gitározni a klasszikus heavy metalt játszó Crossholder zenekarba. A Crossholderrel külföldre is eljutott. Közel egy hónapot töltöttek Thaiföldön, ahol 6 koncertet adtak, de voltak ukrán, svájci írországi fellépések is. Szávai négy évet töltött a Crossholderben, aminek Güzü halála vetett véget 2014-ben.

### Noa Rock
2012 februárjában az újonnan alakuló Noa Rock metalegyüttesbe hívta gitárosnak az alapító énekesnő Noa (ex-Love Gun) Szávai Gergőt. Az együttes bemutatkozó albuma 2013-ban jelent meg Emlékgyilkos címmel.

### Egyéb projektek
2008 és 2009 között Szávai felkérést kapott, hogy akusztikus és instrumentális dalokat készítsen. Ennek eredményeként albumok és kislemezek jelentek meg különböző újságok mellékleteként. Néhány cím: "Zene börtönében", "Feltámadás", "Ez a Show", "Repülés", "Diadal", "Kígyótánc".
Folyamatosan hívják más zenekarok vendégszerepelni. Játszott a bugZ JO.M.U.F.F.F című nagylemezén és a hozzá készült videóklipben is szerepelt. A Decaying Incest thrash metal zenekar nagylemezén szólógitárosként működött közre néhány dalban.

## Diszkográfia

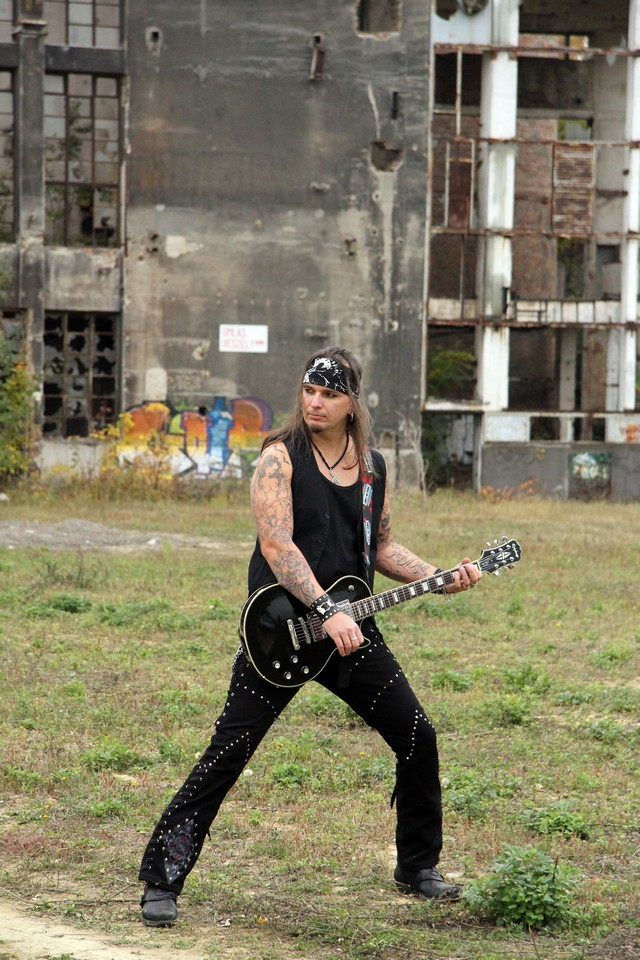
Szávai Gergő

Twister
- Az ördög lánya (2011)
- Duplacsavar (2013)

Noa Rock
- Emlékgyilkos (2013)

## Videóklipek
- Twister: Az Ördög lánya
- Twister: Így imádlak
- Twister: A Hős
- Crossholder: Illuminati
- Crossholder: Miriam
- Noa Rock: Memory killer
- bugZ: Felületi feszültség
- Crossholder: Crossholder Army

## További információ
- Twister hivatalos honlap
- Twisterrocks Facebook profil
- Szávai Gery Facebook profil